# Hanna Kokko
Pour les articles homonymes, voir Kokko.
Hanna Kokko (née en 1971) est une biologiste et écologue finlandaise, travaillant dans le domaine de l'évolution et de l'écologie.  

## Carrière
Elle a été professeure de biologie évolutive à l'université d'Helsinki, en Finlande, et à l'université nationale australienne en tant que professeur d'écologie évolutive. Elle est actuellement professeure d'écologie évolutive à l'université de Zurich. 

## Prix et distinctions
Elle a reçu le prix Per Brinck Oikos 2010 et le prix du fondateur de la British Ecological Society. Son déménagement en Australie a suivi sa nomination en tant que membre lauréate australienne. Elle a également été nommée membre de l'Académie australienne des sciences en 2014 . 
En 2008 elle est lauréate du Prix d'encouragement Alfred-Kordelin et en 2009 du Prix de l'information publique décerné par le ministère de l'Éducation et de la Culture de Finlande.

## Livres
- Kokko, H.2007. Modelling for Field Biologists (and Other Interesting People). Cambridge University Press.
- Bargum, K. & Kokko, H. Kutistuva turska ja muita evolution ihmeitä. (Finlandais)